# 内察里姆走廊

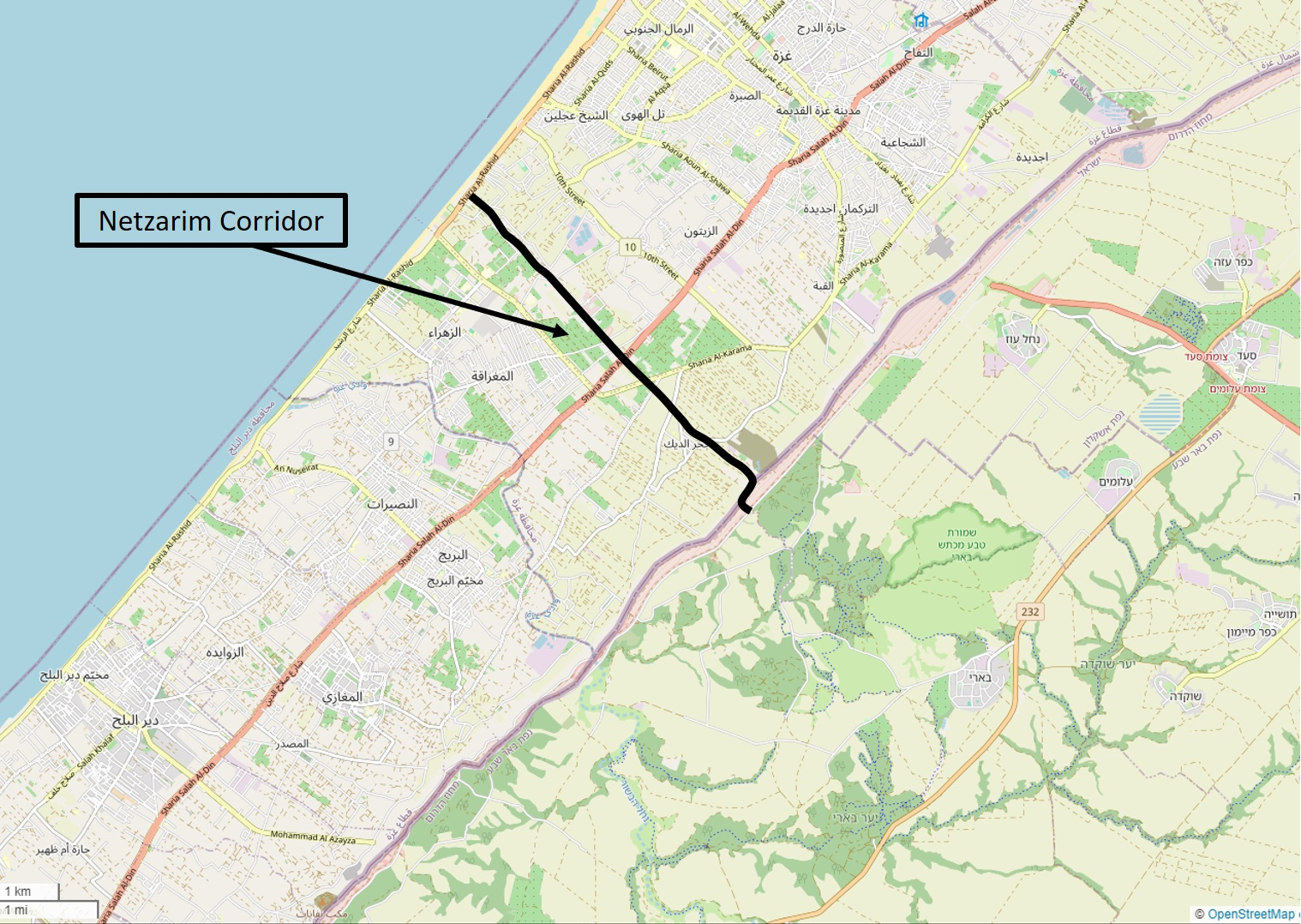
内察里姆走廊

内察里姆走廊是將加沙地带一分為二的一个東西向的狹長地帶，也是加沙地帶北部與南部之間的分界線，其西起地中海，東至加沙地帶邊界，並且位於加薩南部。
内察里姆走廊歷史上是一個隔離墻，在以色列於1967年佔領加沙地帶後建造。走廊名字來自走廊附近的一個以色列定居點。2005年以色列撤出加沙地帶後，隔離墻被拆除。
2023年至2025年期间，内察里姆走廊又被以色列佔領。 
2025年2月9日，以色列從内察里姆走廊撤出。隨後大量巴勒斯坦人穿越内察里姆走廊返回加沙地带北部。 3月19日，以方稱，軍隊重新奪回內察里姆走廊的部分地區。